# Коледж всіх душ
Коледж всіх душ (англ.  All Souls College, /ˈɔ:l səʋls 'kɒlɪdʒ/) — офіційна назва Староста і коледж душ всіх праведних людей, померлих в Оксфордському університеті (англ.  The Warden and the College of the Souls of all Faithful People deceased in the University of Oxford) — коледж Оксфордського університету. Особливістю навчального закладу є те, що всі його студенти автоматично стають повноправними членами керуючого органу коледжу.
Коледж всіх душ є одним з найбагатших коледжів в Оксфорді. У 2012 році його фінансові ресурси склали 245 000 000 фунтів стерлінгів. Оскільки єдиним джерелом доходу навчального закладу є пожертвування, він займає лише 19-е місце щодо загального доходу серед коледжів Оксфорда.

## Історія
Коледж був заснований 10 лютого 1438 року королем Генріхом VI і архієпископом Кентерберійським. Статут передбачав наявність у навчальному закладі старости та сорока учнів. Всі випускники коледжу повинні були мати духовний сан. 24 з них вивчали мистецтво, філософію і богослов'я, 16 — цивільне або канонічне право.

## Стипендія
Близько 500 студентів Оксфордського університету, які закінчили бакалаврат з відзнакою і студентів з інших вузів з аналогічними результатами протягом наступних трьох років мають право подати заяву в експертну комісію коледжу на присудження семирічної стипендії. Через складний іспит зважуються на це лише кілька десятків. За підсумками іспиту, як правило, зараховуються двоє, іноді один, рідше ніхто. Вперше іспит був проведений у 1878 році (з 1979 року до нього допускаються жінки). Він проходить протягом двох днів в кінці вересня, з засіданням двох експертних комісій по три години щодня.

#### Теми на екзамені[5]
- "bias"
- "censorship"
- "chaos"
- "charity"
- "comedy"[6]
- "conversion" (1979)[7]
- "corruption"
- "culture" (1914)[7]
- "diversity" (2001)
- "error" (1993)
- "harmony" (2007)[8]
- "innocence" (1964)
- "integrity" (2004)
- "mercy"
- "miracles" (1994)
- "morality"
- "novelty" (2008)[8]
- "originality"[7]
- "possessions" (1925)
- "reproduction" (2009)[8][7]
- "style" (2005)[8]
- "water" (2006)[8]